# Pieter van Hoorn
Pieter Janse van Hoorn (Amsterdam, 10 juli 1619 - Batavia, 17 januari 1682) was een lid van de Raad van Indië. In 1667, twee jaar na zijn aankomst in de Oost, gaf hij leiding aan het tweede gezantschap van de VOC naar het Chinese keizerlijk hof. Het gezantschap probeerde handelsrechten in China te verkrijgen.

## Levensloop
Van Hoorn begon zijn carrière als buskruitfabrikant, maar werd op 22 december 1662 benoemd tot extraordinair raad van Indië. Hij verkocht op 16 april 1663 zijn land en kruittoren aan de stad. Vijf dagen later vertrok het hele gezin, waaronder een tweeling, naar Batavia. Aan boord van het schip Alphen kwam hij zeven maanden later aan.

### Ambassadeur naar het Chinese Hof

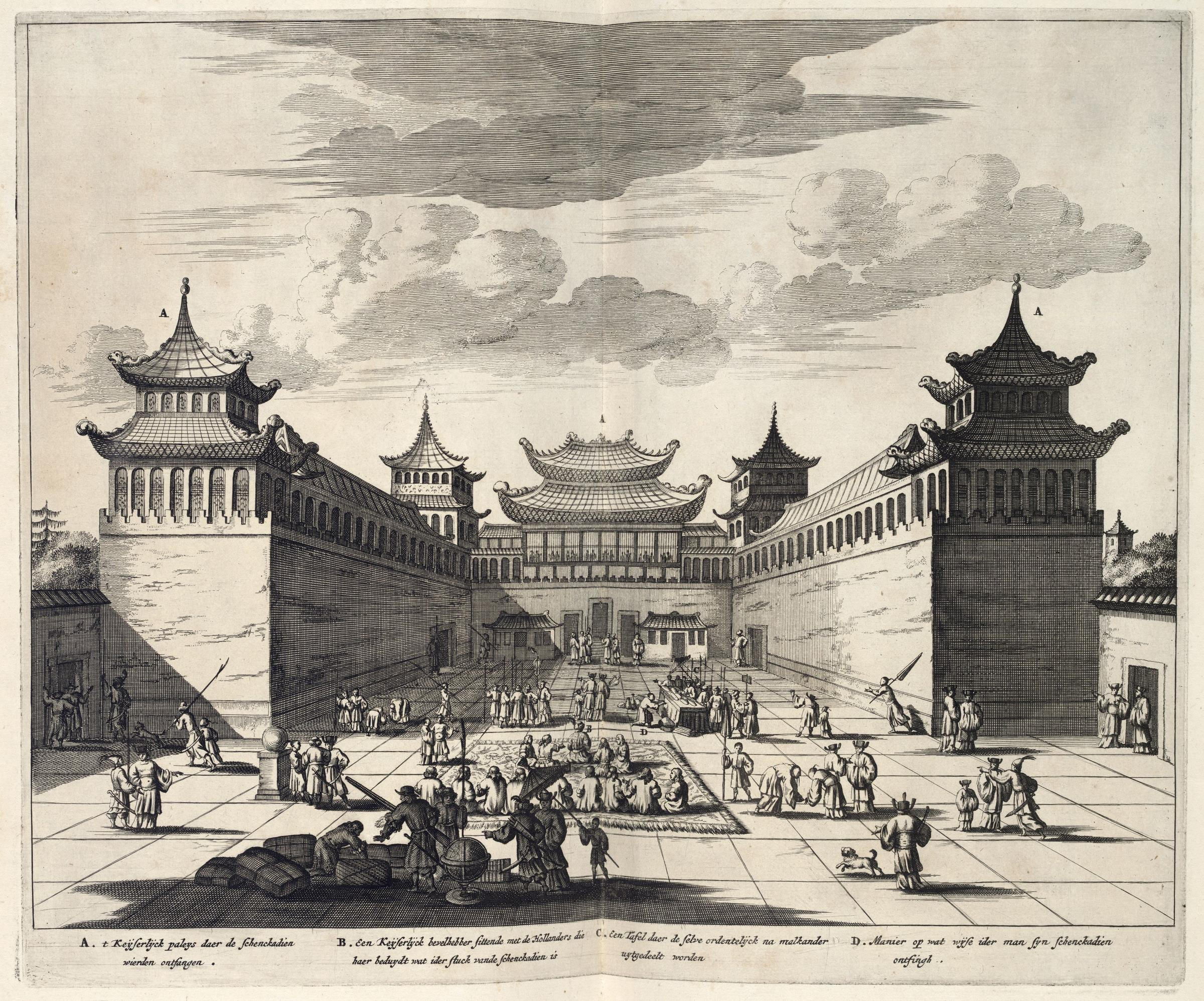
Het gezantschap onder Van Hoorn presenteert geschenken bij het Keizerlijk Paleis. Op de voorgrond o.a. de globes die voor de Keizer waren meegenomen. Afbeelding uit Olfert Dapper's Gedenkwaerdig Bedryf.

Het gezantschap waaraan Pieter van Hoorn leiding gaf moest handelsrechten verkrijgen van de Chinese keizer. Onder de Ming-dynastie hadden de Nederlanders niet direct op China mogen handelen, maar sinds de Ming-dynastie was gevallen en de Qing aan de macht waren zagen ze een kans hier verandering in te brengen. Tussen 1655 en 1686 werden er daarom - tijdens de regeerperioden van Shunzhi (1644-1661) en Kangxi (1661-1722) - in totaal zes gezantschappen naar het Chinese hof gestuurd.
Pieter van Hoorn werd begin juli 1666 op reis gestuurd samen met de koopman Constantijn Nobel, een secretaris, zes lijfwachten, twee trompetters, een kok, een chirurg met twee assistenten, een tekenaar en zijn zoon Joan. De lading aan boord bevatte onder andere sandelhout, peper en voor 100.000 gulden aan geschenken, met een gecombineerde waarde van ongeveer een half miljoen gulden. Het duurde vanwege de uitgebreide bureaucratische procedures van de Chinezen echter tot januari 1667 voordat het gezelschap de reis kon aanvaarden.
Het gezantschap verplaatste zich per schip over de rieveren en passeerde 37 steden, o.a. Nanping, Hangzhou, Suzhou, Linqing en 47 sluizen. Het gezelschap werd vijf maanden later door de nieuwe machthebbers in Peking ontvangen in het keizerlijk paleis van de 13-jarige Kangxi. Na het diner kregen ze zakjes om het overgebleven restant mee naar huis te nemen, iets wat de Hollanders niet gewend waren. Ze zouden om de acht jaar een bezoek aan Peking moeten brengen. Aanvankelijk dachten de Nederlanders ook toestemming te hebben verkregen om om het andere jaar handel te drijven in Kanton, maar dat bleek op een vertaalfout te berusten. De ambassade was al met al geen succes - niet alleen hadden de Nederlanders hun handelsrechten niet gekregen, ook de schepen die in Fujian waren achtergebleven hadden niet al hun waren kunnen verkopen. Begin januari 1668 waren de reizigers terug in Batavia. Het gezantschap was dus geen succes. Wel vormde het verslag ervan mede de basis van Olfert Dapper's boek Gedenkwaerdig Bedryf Der Nederlandsche Oost-Indische Maetschappye etc. Dit geïllustreerde werk droeg bij aan de beeldvorming van China in Europa.

### Persoonlijk leven en latere carrière
Pieter van Hoorn was getrouwd met Sara Bessels, kleindochter van Gerard Reynst. Eén van hun kinderen was  de latere gouverneur-generaal en Raad van Indië Joan van Hoorn. Hij nam zijn zoon, toen veertien jaar oud, mee op het gezantschap naar het keizerlijk hof. Een dochter Margaretha trouwde in 1675 met kapitein François Tack.
In 1677 ontsloeg de oude gouverneur-generaal Joan Maetsuycker op last van de Heren XVII vijf oudere leden van de Raad van Indië: Laurens Pit, Anthonie Paviljoen, Sijbrand Abbema, Pieter Overtwater en Pieter van Hoorn, 'doch geensints om deselve eenige kleinigheid of oneer aan te doen'. Algemeen werd aangenomen dat dit gebeurde op verzoek van de uit de Republiek terugkerende Rijcklof van Goens, die als directeur-generaal was aangesteld als beoogd opvolger van Maetsuycker. Op 12 april 1678 werden zij vervangen door Johannes Camphuys, Willem van Outhoorn, Jacob Pits en Constantijn Nobel. Constantin Ranst en Hendrik van Rheede namen ontslag.

### Geschreven werken
In 1675 schreef Pieter van Hoorn een berijmde vertaling van Confucius' Gesprekken: Eenige voorname eygenschappen van de waren Deugdt, Voorsichticheiydt, Wysheydt en Volmaecktheydt, getrocken uyt den Chineschen Confucius, en op rijm gebracht. (Batavia: Joannes van Eeden, Batavische Mercurius). Het werk was opgedragen aan zijn vrouw en kinderen: Joan, Govert, Pieter, Margaretha, Catharina en zijn schoonzoon François Tack. Het is mogelijk dat hij zich baseerde op een Latijnse vertaling die hij van de jezuitische Pater Philippe Couplet had gekregen. Ook kan een van zijn geletterde Chinese contacten in Batavia hem hebben geholpen. Hiermee maakte hij de ideeën van Confucius voor het eerst beschikbaar in de Nederlandse taal. Ook ontvouwde hij in dit werk ideeën over liberalisatie van de handel door vrijburgers en het uitbreiden van Batavia van een handelsplaats naar een landbouwkolonie. 'Het bouwen of stichten van coloniën moet of mach men beginnen in moerassige plaetsen dicht aen de zee ende rivieren; maer allenxkens trachten te klimmen tot de binnenste ende hoger deelen der lantschappen.'
In 1682 vertaalde hij Maximes tot herstellinge van de Liefde : off om wel te leven met moeijlijcke menschen uit het Frans.

### Overlijden

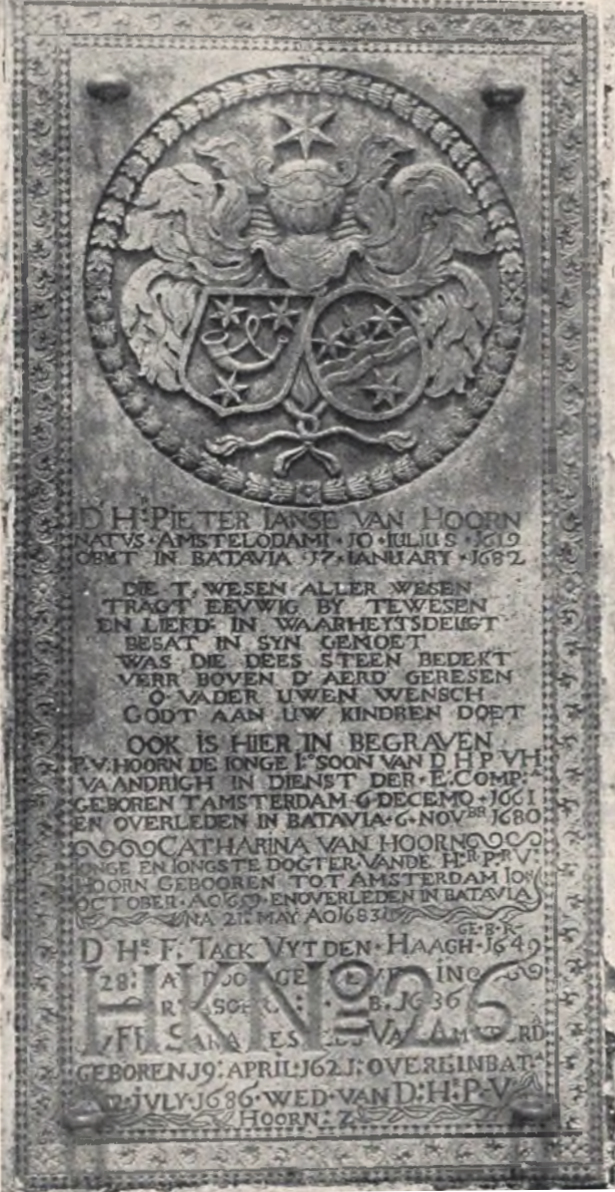
Grafsteen van Pieter van Hoorn.

Pieter van Hoorn werd 62 jaar oud. Hij overleed op zijn buitenplaats in Batavia 17 januari 1682. Hij werd begraven in een familiegraf op de begraafplaats Tanah Abang, waar ook zijn zoon Pieter (†1680) zijn dochter Catharina (†1683), zijn vrouw Sara Bessels (†1683) en François Tack (†1686) begraven werden. In de dagregisters van het fort Casteel Batavia vinden we op 18 januari het volgende:
18 d°. Den heer Pieter van Hoorn x) zalr gedachtenisse, Out Ordinaris Raat van India, al een wijle tijts mits vermeerderden ouderdom, de lichamelijcke swackheden en veele ontmoetingen hier in India in den tijt van ruijm 18 jaaren zijnes aanwesens onderworpen en sig nu zedert ontrent de 4 jaaren buijten de stadt op zijn lant begeven en den meesten tijt aldaar in stille ruste ten goeden versleten hebbende, is binnen dese Stadt mits afnemende krachten na een lange uijtgestaane krankheijt en dat op voorleden Dijngsdach door de Heere Generaal en Raden besocht waren en van Haar Eds een genegen afscheijt genomen hadde, op gisterenavondt ontrent half sevenen in den Heere seer gerust en godtsalich ontslapen, in sijnes ouderdoms 63 jaren, ende wert als nu dezen namiddagh na de predicatie ontrent de klocke 6 uuren alhier op het kerckhoff voor de groóte Nederlantsche kercke aan desselfs Zuijdoost- zijde statieus ter aarde gebracht, op de naarvolgende maniere.
Eerst marcheerde vooruijt de volslage compagnie militairen deses Casteels met sleepende geweeren ten meerendele met rouwbanden versien, werdende aan- gevoert, mits de affiniteijt van den E. capteijn François Tack, door den E. capiteijt Jan Fransen Holsteijn, daarop volgde twee trompetters in den rouw gekleet, voorts 't wapen van Zijn E., sijnde een wit of versilverde posthoorn met drie sterren in een azure velt, werdende gedragen door den eersten oppercoopman deses Casteels d'E. Jan Farve. Het helmet, versiert met een swarte stutsplijm en een rouwsluijer, droegh den E. Visitateur-Generaal Roelof Witwoutt. De handtschoenen wierden gedragen aan het boveneijnde van een drie voeten lange stock met een rouwsluijer gebonden door den E. oppercoopman Dirk de Haas. De spooren mede soodanigh door den E. capiteijn Joan Albertse Sloott. 't Rapier in de scheede door den E. capiteijn Harmen Egberts, wesende ijder met een lange rouwmantel bekleet, -en de daarop volgden nu 't lijck met een swart laackens kleet overdeckt en met agt van Sijn Eds. wapenen omhangen, werdende gedragen door 24 gequalificeerde mannen, te weten 8 coopluijden, 8 schippers en 8 militaire hooftofficieren, met name, Joan Cops. Joan Besselman. Steven Schorer. Joan van Eden. Michiel van der Buijs. Joan van Dorre. Adriaan van der Werft. Gerrit Coster. Pieter Wolff. Hans Ments. Joan Ruijs. Willem de Ruijter. Pieter van den Hoorn. Willem Bastinck. Michiel Baelde en Jacob Snickers. Schippers. Dirck Pijll. Gijsbert Willemsz. Boele. Andries Vertholen en Joan Thomas Pott. Luijtenants. Jacob Heijsselbergh. Augustijn de Molijn. Willem Tange en Jan de Moor. Ter sijden van het lijck gingen Zijn Eds. twee lijffschutten met omgekeerde roers en in den rouw gekleett.
Achter het lijck volgden de vrunden als: Den E. secretaris Joan van Hoorn, den ondercoopman Govert van Hoorn, den E. capitaijn François Tack, den E. landdrost Laurens Pitt de Jonge, den E. waterfiscaal Pieter Pauw, alle een voor een ende voorts bij paeren: Sijn Edbt de Heere Gouverneur General Cornelis Speelman. d'E Abraham Struijs. d'Hr Willem van Outhoorn. d'Hr. Joan Camphuijs. Sr. Joans Roos. Sr. Daniel van Heusden. d'E. Jeremias van Vliett. d'E. Maijor Saint Martin. d'Eerw. dorn. Theodorus Sas. d'E. Pieter Silvius. aile met slepende rouwmantels. Voorts noch bij paaren in ordre: d'E Hr. Directeur Generaal Balthasar Bort. d'E. Hr. Ordinaris Raat Anthonij Hurtt. d'E. Hr. Out Ordinaris Raat Pieter Anthonisse Overwater. d'E. Hr. Extraord. Raat Frederick Bent. d'E. Hr. Out Extraord. Raat Anthonio Paviljoen. Voorts den E. Agtb. Raat van Justitie deses Casteels; 't Eerw. collegie van Heeren Schepenen deser steede. Den tweeden oppercoopman deses Casteels d'E. Mattheus van Luchtenburgh. Den equipagiemeester Harman Lodewijcse. d'E. Gijsbert van Everdingen, boeckhouder generael. d'Eerw. broederen Predicanten. De Heeren Weesmeesteren. De Commissaris van houwelijxe en cleene saacken. De boedelmeesteren der Chinese en andere vreemde sterffhuijsen, mitsgaders voorts noch alle commandeurs, oppercoopluijden, coopluijden, ondercoopluijden, adsistenten, borgers, Chinesen, en andere Inlantse natiën etc., die seer veel in getale waren, en 'fwelck een lange sleep van menschen uijtmaakte.